# 南京传媒学院白纸行动
南京傳媒學院白纸行动，是指於2022年11月26日晚間在南京传媒学院發生的一起由学生自發聚集悼念乌鲁木齐大火事件中的遇难者，並由此成為各界抗議當局嚴苛防犯嚴重特殊傳染性肺炎疫情政策運動的「白纸革命」爆發的標誌行動。

## 事件起因
新疆烏魯木齊於11月24日有一社區發生火災，因中國防疫措施過嚴，被指延誤救災時機，至少造成十人死亡。事發后當局审查删除烏魯木齊火災的各種影訊資料，压制引导舆情。
與此同時，時任中共中央總書記習近平就所罗门群岛地震事件中傷亡人員致慰問電。此事直接引發當地民眾抗議，並迅速在中國社交平臺發酵。

## 事件經過
11月26日，南京传媒学院学生舉白紙喊出「人民萬歲，逝者安息」口號。時任執行校長曹國聖到場恫嚇學生總有一天要為自己今天所做的一切付出代價。瞬間引爆學生怒火，這時學生回嗆「你也要為你所做的付出代價」「你是貴州大巴上的死難者麼」等言論。一位女學生手舉空白紙張站在階梯前表達抗議，一位看似是专职辅导员的男性上前拿走了紙張。旁觀的學生們問到：「白紙能有什麼攻擊力啊？」影像隨即在網路上廣泛傳播，後各高校學生舉白紙聲援，引起全國範圍白纸革命的爆發。舉白紙女生後來失聯。
現場学生们喊出了“人民万岁”、“逝者安息”等口号。

## 白紙含義
一般認為“舉白紙”源自一個苏联笑话，通常表述為：一個人在莫斯科廣場上高舉白紙，警察要將其逮捕，前者反問“我什麼都沒寫！”後者駡道“你以為我不知道你想寫什麼嗎！”。

## 聲援大學
据李老师不是你老师所发布的投稿统计，全国及海外数百所高校学生参与了悼念与抗议活动，包括多所中国大陆重点高校、艺术院校、综合性大学，以及来自香港、澳门、台湾和英国、美国、加拿大、澳大利亚、德国、韩国等地的知名大学与中学。参与院校既涵盖北京大学、清华大学、复旦大学、浙江大学、武汉大学等国内顶尖学府，也包括中央美术学院、中国美术学院等艺术类院校，以及牛津大学、剑桥大学、约翰霍普金斯大学、香港大学、香港中文大学等海外著名学府。